# La Haye-Aubrée
Pour les articles homonymes, voir Haye.
La Haye-Aubrée est une commune française située dans le département de l'Eure en région Normandie.

## Géographie

### Localisation
|           | Vatteville-la-Rue (Seine-Maritime) |                           |
| Étréville | La Haye-Aubrée                     | La Haye-de-Routot, Routot |
|           | Éturqueraye                        |                           |

### Hydrographie
La commune est située dans le bassin Seine-Normandie. Elle n'est drainée par aucun cours d'eau,.

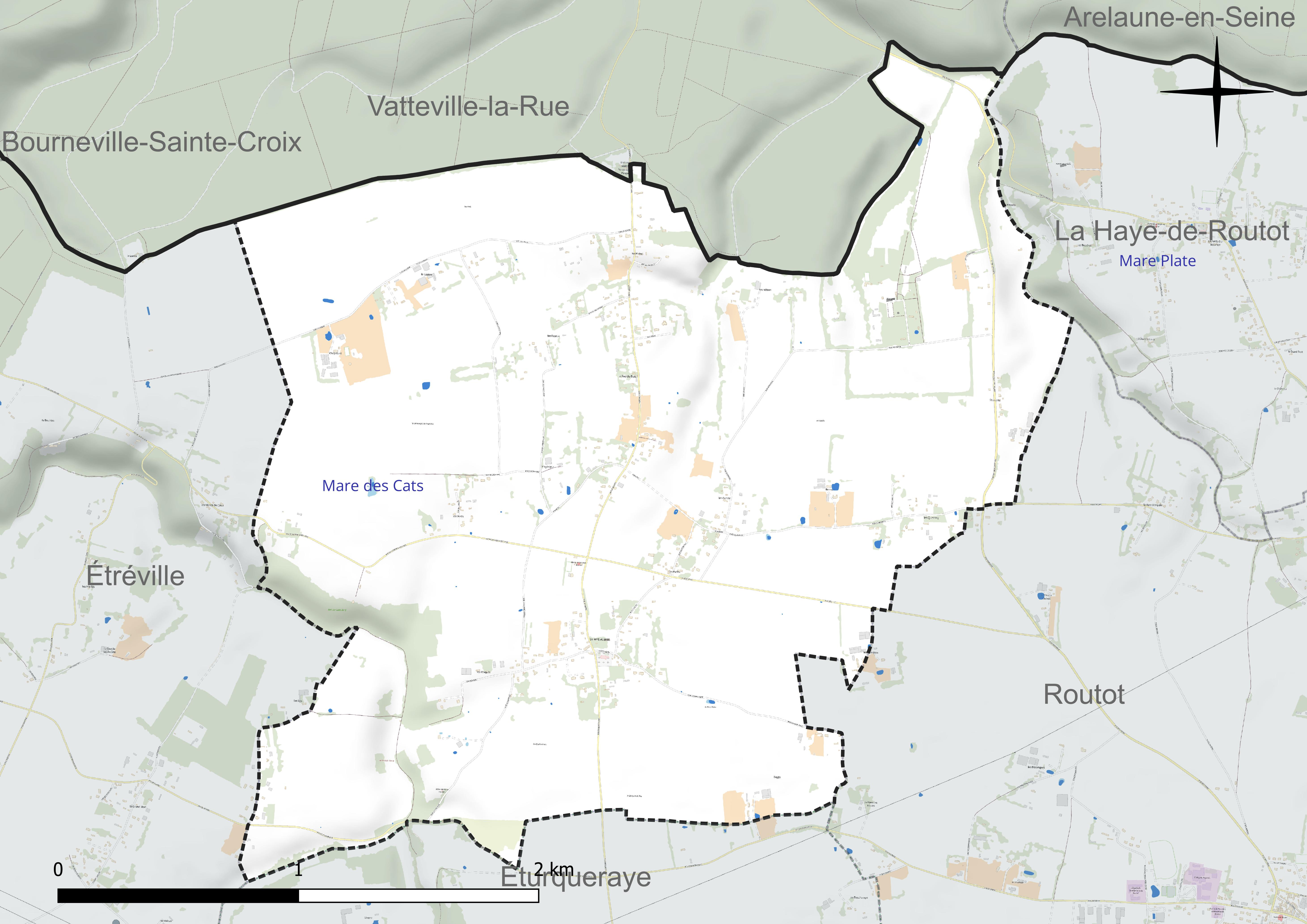
Réseau hydrographique de la Haye-Aubrée.

Un plan d'eau complète le réseau hydrographique : la mare des Cats (0 ha),.

### Climat
Pour des articles plus généraux, voir Climat de la Normandie et Climat de l'Eure.
En 2010, le climat de la commune est de type climat océanique altéré, selon une étude du CNRS s'appuyant sur une série de données couvrant la période 1971-2000. En 2020, Météo-France publie une typologie des climats de la France métropolitaine dans laquelle la commune est exposée à un climat océanique et est dans la région climatique  Côtes de la Manche orientale, caractérisée par un faible ensoleillement (1 550 h/an) ; forte humidité de l’air (plus de 20 h/jour avec humidité relative > 80 % en hiver), vents forts fréquents. Parallèlement le GIEC normand, un groupe régional d’experts sur le climat, différencie quant à lui, dans une étude de 2020, trois grands types de climats pour la région Normandie, nuancés à une échelle plus fine par les facteurs géographiques locaux. La commune est, selon ce zonage, exposée à un « climat contrasté des collines », correspondant au Pays d’Auge, Lieuvin et Roumois, moins directement soumis aux flux océaniques et connaissant toutefois des précipitations assez marquées en raison des reliefs collinaires qui favorisent leur formation.
Pour la période 1971-2000, la température annuelle moyenne est de 10,4 °C, avec  une amplitude thermique annuelle de 13,9 °C. Le cumul annuel moyen de précipitations est de 861 mm, avec 12,9 jours de précipitations en janvier et 8,5 jours en juillet. Pour la période 1991-2020, la température moyenne annuelle observée sur la station météorologique la plus proche, située sur la commune de Jumièges à 11 km à vol d'oiseau, est de 12,2 °C et le cumul annuel moyen de précipitations est de 843,5 mm,. Pour l'avenir, les paramètres climatiques de la commune estimés pour 2050 selon différents scénarios d’émission de gaz à effet de serre sont consultables sur un site dédié publié par Météo-France en novembre 2022.

### Milieux naturels et biodiversité
La commune fait partie du parc naturel régional des Boucles de la Seine normande.

## Urbanisme

### Typologie
Au 1er janvier 2024, La Haye-Aubrée est catégorisée commune rurale à habitat dispersé, selon la nouvelle grille communale de densité à 7 niveaux définie par l'Insee en 2022.
Elle est située hors unité urbaine. Par ailleurs la commune fait partie de l'aire d'attraction de Rouen, dont elle est une commune de la couronne,. Cette aire, qui regroupe 317 communes, est catégorisée dans les aires de 200 000 à moins de 700 000 habitants,.

### Occupation des sols
L'occupation des sols de la commune, telle qu'elle ressort de la base de données européenne d’occupation biophysique des sols Corine Land Cover (CLC), est marquée par l'importance des territoires agricoles (96,6 % en 2018), une proportion identique à celle de 1990 (96,6 %). La répartition détaillée en 2018 est la suivante : 
terres arables (58,4 %), prairies (33,8 %), zones agricoles hétérogènes (4,4 %), forêts (3,4 %). L'évolution de l’occupation des sols de la commune et de ses infrastructures peut être observée sur les différentes représentations cartographiques du territoire : la carte de Cassini (XVIIIe siècle), la carte d'état-major (1820-1866) et les cartes ou photos aériennes de l'IGN pour la période actuelle (1950 à aujourd'hui).

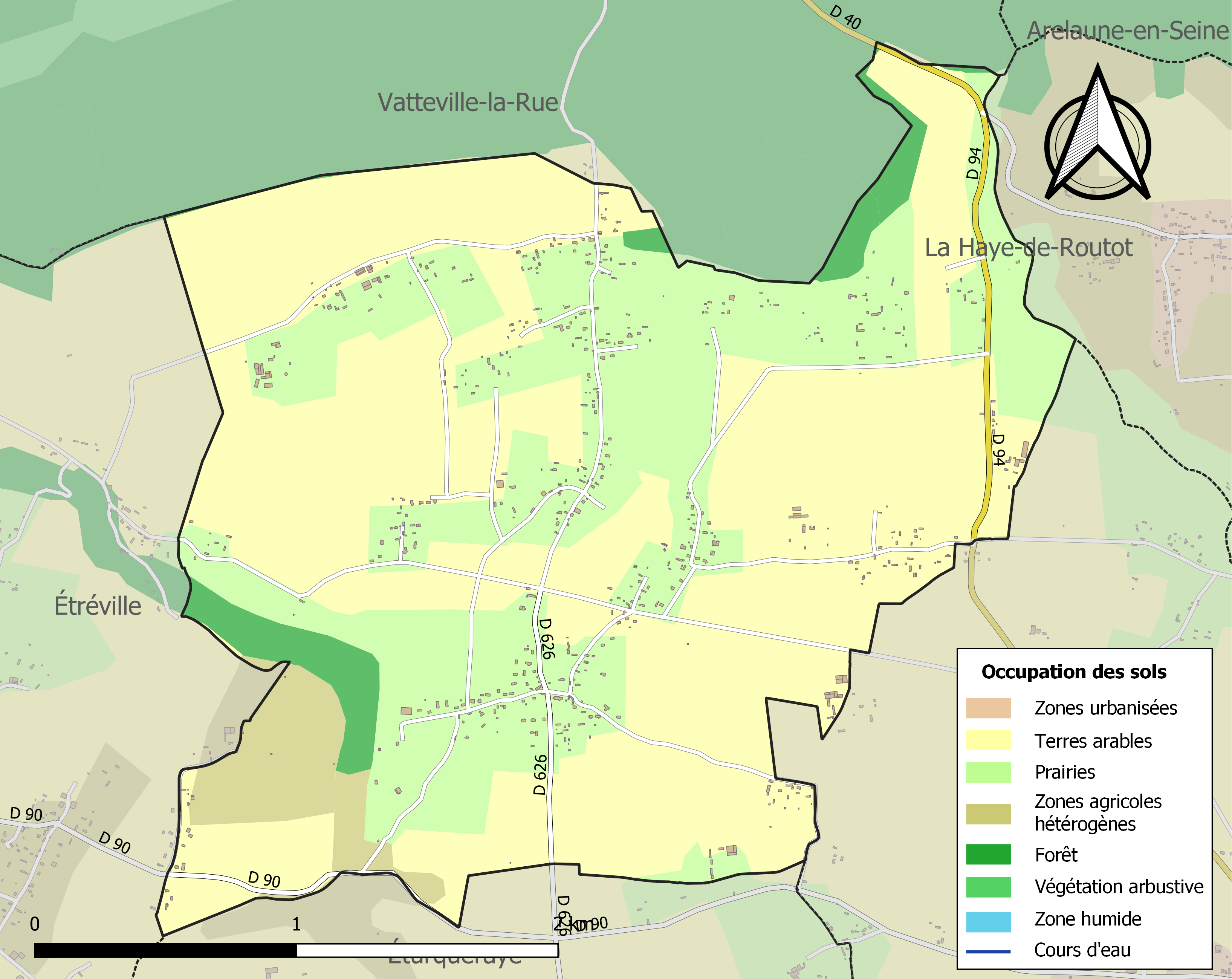
Carte des infrastructures et de l'occupation des sols de la commune en 2018 (CLC).

## Toponymie
Le nom de la localité est attesté sous la forme Haia Auberee (p. d’Eudes Rigaud) en 1240, La Haye Auberaye en 1717 (Cl. d’Aubigné).
L'appellatif haye > haie a servi à former nombre de toponymes dans la région à l'époque médiévale. On le retrouve notamment dans La Haye-de-Calleville.
Le mot haie (jadis haye), d'origine germanique, pouvait prendre le sens de « lisière de forêt » au Moyen Âge.
Le second élément Aubrée représente le nom de personne féminin Aubrée (que l'on ne doit pas confondre avec Audrey) issu du germanique Albereda.

## Politique et administration
| Période                                  | Période   | Identité         | Étiquette | Qualité     |
| ---------------------------------------- | --------- | ---------------- | --------- | ----------- |
| Les données manquantes sont à compléter. |           |                  |           |             |
| ca 1842                                  |           | Antoine Trufley  |           | cultivateur |
| ca 1869                                  |           | Dossier          |           |             |
| Les données manquantes sont à compléter. |           |                  |           |             |
| 1995                                     |           |                  |           |             |
| 2001                                     | mars 2008 | Jean-Louis Grout |           |             |
| mars 2008                                | En cours  | Alain Vivien     | DVD       | Retraité    |

## Population et société

### Démographie
L'évolution du nombre d'habitants est connue à travers les recensements de la population effectués dans la commune depuis 1793. Pour les communes de moins de 10 000 habitants, une enquête de recensement portant sur toute la population est réalisée tous les cinq ans, les populations de référence des années intermédiaires étant quant à elles estimées par interpolation ou extrapolation. Pour la commune, le premier recensement exhaustif entrant dans le cadre du nouveau dispositif a été réalisé en 2007.

En 2022, la commune comptait 419 habitants, en évolution de −9,7 % par rapport à 2016 (Eure : −0,25 %, France hors Mayotte : +2,11 %).
| 1793  | 1800  | 1806  | 1821  | 1831 | 1836 | 1841 | 1846 | 1851 |
| ----- | ----- | ----- | ----- | ---- | ---- | ---- | ---- | ---- |
| 1 020 | 1 132 | 1 094 | 1 023 | 931  | 911  | 880  | 823  | 808  |

| 1856 | 1861 | 1866 | 1872 | 1876 | 1881 | 1886 | 1891 | 1896 |
| ---- | ---- | ---- | ---- | ---- | ---- | ---- | ---- | ---- |
| 734  | 681  | 658  | 602  | 581  | 607  | 539  | 534  | 489  |

| 1901 | 1906 | 1911 | 1921 | 1926 | 1931 | 1936 | 1946 | 1954 |
| ---- | ---- | ---- | ---- | ---- | ---- | ---- | ---- | ---- |
| 486  | 431  | 458  | 362  | 351  | 318  | 319  | 310  | 304  |

| 1962 | 1968 | 1975 | 1982 | 1990 | 1999 | 2006 | 2007 | 2012 |
| ---- | ---- | ---- | ---- | ---- | ---- | ---- | ---- | ---- |
| 291  | 292  | 310  | 346  | 381  | 406  | 415  | 416  | 457  |

| 2017 | 2022 | - | - | - | - | - | - | - |
| ---- | ---- | - | - | - | - | - | - | - |
| 462  | 419  | - | - | - | - | - | - | - |

## Culture locale et patrimoine

### Lieux et monuments
La commune de La Haye-Aubrée compte deux édifices inscrits et classés au titre des monuments historiques :
- L'église Saint-Léger (XIIIe, XVe, XVIe, XVIIe et XIXe)  Inscrit MH (1962)[24]. La tour carrée date de la fin du XIIIe siècle, le chœur du XVe siècle, la  nef et le collatéral nord de la première moitié du XVIe siècle, la sacristie et le porche du XVIIe siècle et enfin le collatéral sud du XIXe siècle[25] ;
- Le château de Bonneval (XVIIe et XVIIIe)  Classé MH (1963)  Inscrit MH (1990)[26],[27]. Le classement concerne le château dans sa totalité. Quant à l'inscription, elle concerne les bâtiments de l'enclos constituant le domaine agricole (pressoir avec son mécanisme et ses éléments de fonctionnement et cellier, bergerie et étable, petite étable, charretterie, granges ouest et est, colombier, maison du fermier, four à pain, vestiges de la clôture de l'ancien potager et des portes des champs , etc.

Par ailleurs, plusieurs autres édifices sont inscrits à l'inventaire général du patrimoine culturel :
- Le presbytère (XVIIe et XIXe)[28] ;
- Une croix de cimetière du XVIIe siècle. Elle est située dans le cimetière de l'église Saint-Léger ;
- Deux manoirs : l'un des XVIIIe et XIXe siècles situé au lieu-dit les Carrières[29] et l'autre des XVIe et XVIIe siècles situé au lieu-dit Chopillard[30] ;
- Une maison du XVIIIe siècle[31] ;
- Une ferme du XVIIIe siècle au lieu-dit le Bosset[32].

### Patrimoine naturel

#### Sites classés
- Les deux ifs du cimetière  Site classé (1933)[33] ;
- Le château de Bonneval et son clos  Site classé (1973)[34].